# Аболь-Фатх Хан Занд
Аболь-Фатх Хан Занд (перс. ابوالفتح خان زند, а 1755 або 1756—1787) — третій шах Ірану з династії Зандів, що правив від 6 березня до 22 серпня 1779 року.

## Життєпис
Після смерті Карім Хан Занда почалась міжусобна війна двох таборів. Одні підтримували Аболь-Фатха, а інші — його молодшого брата Мохаммада Алі Хан Занда. Обидва були ще дітьми і були пішаками в грі влади. Брат Карім Хана Закі Хан спробував проголосити власного сина Мохаммада Алі Хана законним шахом династії Занда, але незабаром після цього, він також зробив Аболь-Фатха спільним правителем Ірану. І Мухаммед Алі і Аболь-Фатх мали лише номінальну владу, а реально державою правив їхній дядько.
Ще один брат Карім Хана Садек Хан Занд залишив Шираз, щоб зібрати армію в Кермані, ніби-то, на підтримку Аболь-Фатх-хана. А Заки Хан в цей час навіть опинився у в'язниці Аболь-Фат.
Відразу ж після смерті Карім Хана, князь каджарського племені Ага Мохаммед Хан Каджар підійшов з військом і зайняв місто Мазендеран. Адже каджари, як і раніше, домінували на півночі країни. Згодом він прийняв командування свого племені в Астарабаді й оголосив про свою незалежність від шаха Занда.
Для боротьби з цим рухом, Заки Хан направив іранську армію під командуванням свого племінника Алі Мурад Шаха проти правителів каджарів. Незабаром Алі-Мореда Хан повстав проти нього і захопив місто Ісфаган. Однак, Заки Хан збирав високі податки з поміщиків та жорстко розправлявся із неугодними. Це привело до того, що його власна армія збунтувалася і вбила Заки Хана 6 червня 1779 року коли він йшов походом на Ісфахан.
Тим часом, інший дядько Аболь-Фатха, Садек Хан повернувся в Шираз із армією. Після отримання звістки про смерть Заки Хана, 19 червня 1779 року він проголосив Аболь-Фатха єдиним офіційним правителем Ірану. Садек тримав реальну владу, в той час як Аболі-Фатх, за великим рахунком, жив собі у задоволення і не брав ніякої участі в управлінні імперією.
Через два місяці після проголошення 22 серпня 1779 року Аболь-Фатха правителем, Садек Хан був повалений. Аболь-Фатх був осліплений за наказом Садек Хана. Очевидно, це відбулось через два роки, коли Шираз впав під навалою Алі-Моред Хана. Він помер в 1787 році у віці 32-х років.